# Distrito de Viques
El distrito de Viques es uno de los veintiocho que conforman la provincia de Huancayo, también es conocida como "La ciudad de la furia", ubicada en el Departamento de Junín, bajo la administración del Gobierno Regional de Junín, Perú.
Desde el punto de vista jerárquico de la Iglesia católica forma parte de la arquidiócesis de Huancayo.

## Historia
Este distrito fue creado por Ley del 24 de diciembre de 1941, en el primer gobierno del Presidente Manuel Prado Ugarteche.

## Geografía
El distrito abarca una superficie de 3,57 km², se encuentra a una altitud de 3195 m s. n. m. y tiene una población de 2639 habitantes según el censo del 2017.

## Capital
Su capital es el poblado de Viques ubicado al sur de la ciudad de Huancayo. Se caracteriza porque sus pobladores son expertos bordadores de vestimentas típicas multicolores.

## Autoridades

### Municipales
- 2015-2018[3]
  - Alcalde: RAUL HUARCAYA SALVATIERRA.(GESTION 2019 - 2022)MOVIMIENTO REGIONAL CONTIGO JUNIN SIERRA Y SELVA.
  - REGIDORES: ELIZABETH LOPEZ URCUHUARANGA,JULIO CESAR PORRAS MONTES,COSME PAUCAR SOSA,WILLIAM GAGO BELTRAN,EUNISE HUAMAN ROQUE.(GESTION 2019 - 2022)
  - Alcalde: Ronald René Sapaico Ñavez, Movimiento Juntos por Junín (N).
  - Regidores:  Joel Arroyo Villazana (N), Henry Galindo Castillo Beltrán (N), Hilda Guadalupe Porras Laureano (N), María Susana Surichaqui Huamán (N), Miguel Ángel Cárdenas Castillo (Acción Popular).
- 2011-2014[4][5]
  - Alcalde: Emerson Nolasco Delgado, Movimiento Convergencia Regional Descentralista (CRD).
  - Regidores: Dennys Luis Acevedo Canchanya (CRD), Raúl Oscar Huarcaya Salvatierra (CRD), Ronald René Sapaico Ñavez (CRD), Gloria Cabezas Toribio (CRD), Edwin Canchanya Canahualpa (Acción Popular).
- 2007-2010
  - Alcalde:  Emerson Nolasco Delgado.

### Policiales
- Comisaría Huayucachi 
  - Comisario: Mayor PNP ALFREDO A. MIGUEL RAYME.

### Religiosas
- Arquidiócesis de Huancayo[6]
  - Arzobispo: Mons. Pedro Barreto Jimeno, SJ.
- Parroquia San Agustín[7]
  - Párroco: Pbro.

## Festividades
- Febrero: Carnaval viquesino.
- Septiembre: San Agustín